# 肯帕利亚
肯帕利亚（羅馬化：Khambhāliya）是印度古吉拉特邦代沃普米德瓦尔卡县的一个城镇。总人口36459（2001年）。

## 人口
该地2001年总人口36459人，其中男性18953人，女性17506人；0—6岁人口4605人，其中男2435人，女2170人；识字率69.15%，其中男性为75.98%，女性为61.75%。